# Димитър Ланджев
Димитър Георгиев Ланджев, с псевдоним – Мишо Ландже, е български режисьор.

## Биография и творчество
Димитър Ланджев е роден на 17 май 1959 г. Завършва НАТФИЗ. Жени се за актрисата Сивина Сивинова. Работи в различни телевизии, предавания, филми – „Пирон“, „Шаш“ (заедно с Влади Карамфилов, Август Попов), „Неделя х3“ (с Димитър Цонев и Александър Сано), „Шменти капели“ (с Влади Карамфилов), „Шоуто на канала“ (с Камен Воденичаров и Тончо Токмакчиев) .